# Utrechts Schisma (18e eeuw)
Het Utrechts Schisma ontstond na het ontslag van apostolisch vicaris Petrus Codde in 1702, dit bracht een tweespalt teweeg onder de geestelijkheid in de Republiek tussen anti-jansenisten en meer gematigden. Deze onenigheid zou uiteindelijk leiden tot het Utrechts schisma en het ontstaan van de Oudkatholieke Kerk in 1723.

## Context
Het Aartsbisdom Utrecht kreeg zijn nieuwe vorm met de herindeling van de bisdommen in 1559 onder Filips II van Spanje. Deze situatie duurde tot 1580, toen de uitoefening van het katholicisme in de stad Utrecht werd verboden. Het aartsbisdom Utrecht hield daarmee de facto op te bestaan, al benoemde Filips II nog tweemaal een nieuwe aartsbisschop. Utrecht en Nederland zou bijna drie eeuwen geen bisschoppen meer hebben. Het openlijk beleven van het katholiek geloof was min of meer verboden. De Republiek gold als een missiegebied, waar vanaf 1602 een apostolisch vicaris in partibus infidelium het bestuur voerde, als hoofd van de Hollandse Zending.
Petrus Codde was van 1688 tot 1702 apostolisch vicaris van Utrecht en werd door de jezuïeten beschuldigd van jansenistische sympathieën, waarvoor hij zich in 1694 tegenover Rome moest rechtvaardigen. Na een tweede aanklacht in 1697 ging hij zelf naar Rome, om zich te verdedigen, zonder succes. Dit leidde uiteindelijk tot zijn schorsing in 1702 door paus Clemens XI, en zijn definitieve ontslag uit het ambt twee jaar later. Na zijn dood in 1710 ontstond er een vacante zetel en rumoer rondom de door Rome gefavoriseerde opvolger Gerhard Potcamp. Bovendien was de sfeer als gevolg van Coddes veroordeling slecht: een deel van de geestelijkheid in met name Utrecht en Holland had het gevoel dat de paus en met name de Jezuïetenorde de Nederlandse katholieken tegen de Republiek probeerden op te stoken. Men besloot uiteindelijk in 1723 om zelf een bisschop, Cornelius Steenoven, aan te wijzen en vond het oudkatholieke schisma plaats. Utrecht heeft nog steeds een oudkatholieke aartsbisschop (gegevens 2021).
Na de dood van apostolisch vicaris Johannes van Bijlevelt in 1727 werd er geen opvolger aangesteld en er werd vanaf dat jaar geen apostolisch vicaris meer benoemd; als vicesuperior van de Hollandse zending werd de nuntius in Brussel aangesteld, vanaf 1829 de internuntius in Den Haag.
De grondwet van 1848 maakte het weer mogelijk om het katholiek geloof in vrijheid te belijden en stond de heroprichting van bisdommen toe. Het aartsbisdom Utrecht werd door Paus Pius IX hersteld in 1853 bij de herinvoering van de katholieke hiërarchie.  Sindsdien is Utrecht zetel van de rooms-katholieke aartsbisschop van het aartsbisdom Utrecht, tegelijk metropoliet van de Nederlandse kerkprovincie. Utrecht is thans dus de zetel van twee aartsbisschoppen.